# Тотеа (Терамо)
Тотеа (итал. Tottea) је насеље у Италији у округу Терамо, региону Абруцо.
Према процени из 2011. у насељу је живело 284 становника. Насеље се налази на надморској висини од 957 м.